# Niwy Hubińskie (przystanek kolejowy)
Niwy Hubińskie (ukr. Ниви-Губинські) – przystanek kolejowy w miejscowości Niwy Hubińskie, w rejonie łuckim, w obwodzie wołyńskim, na Ukrainie. Położony jest na linii Lwów – Łuck – Kiwerce.